# Pułki kawalerii Cesarstwa Niemieckiego

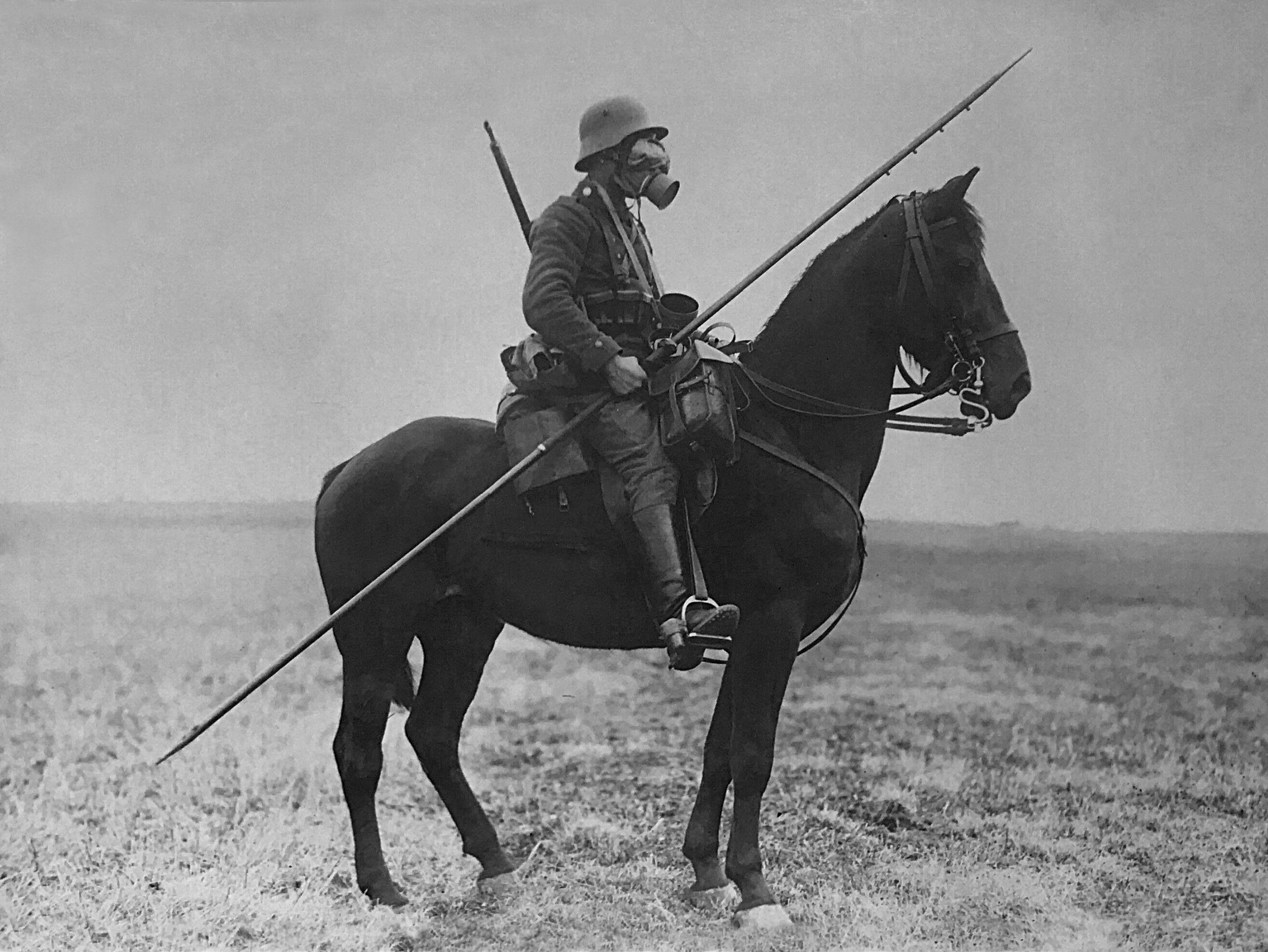
Niemiecki kawalerzysta w trakcie I wojny światowej

Pułki kawalerii Cesarstwa Niemieckiego – pułki dragonów, huzarów, kirasjerów, strzelców konnych i ułanów okresu Cesarstwa Niemieckiego. Obok miasta garnizonowe pułków w roku 1914.

## Pułki dragonów
- 1 Pułk Dragonów Gwardii im. Królowej Wlk. Brytanii Wiktorii – Berlin
- 2 Pułk Dragonów Gwardii im. Cesarzowej Rosji Aleksandry – Berlin
- 1 Pułk Dragonów im. Księcia Pruskiego Albrechta (1 Litewski) – Tylża
- 2 Pułk Dragonów (1 Brandenburski) – Schwedt/Oder
- 3 Pułk Dragonów im. Barona von Derfflingera (Nowomarchijski) – Bydgoszcz
- 4 Pułk Dragonów im. von Bredowa (1 Śląski)
- 5 Pułk Dragonów im. Barona von Manteuffela (Reński)
- 6 Pułk Dragonów (Magdeburski) – Moguncja
- 7 Pułk Dragonów (Westfalski) – Saarbrücken
- 8 Pułk Dragonów im. Króla Fryderyka III (2 Śląski)
- 9 Pułk Dragonów im. Króla Rumunii Karola I (1 Hanowerski)
- 10 Pułk Dragonów im. Króla Saksonii Alberta (Wschodniopruski) – Olsztyn
- 11 Pułk Dragonów im. von Wedela (Pomorski) – Ełk
- 12 Pułk Dragonów im. von Arnima (2 Brandenburski) – Gniezno
- 13 Pułk Dragonów (Szlezwicko-Holsztyński) – Metz
- 14 Pułk Dragonów Cesarstwa Niemieckiego
- 15 Pułk Dragonów (3 Śląski) – Haguenau
- 16 Pułk Dragonów (2 Hanowerski)
- 17 Wielkoksiążęcy Pułk Dragonów (1 Meklenburski)
- 18 Wielkoksiążęcy Pułk Dragonów (2 Meklenburski) – Parchim
- 19 Pułk Dragonów (Oldenburski) – Oldenburg
- 20 Przyboczny Pułk Dragonów (1 Badeński) – Karlsruhe
- 21 Pułk Dragonów (2 Badeński)
- 22 Pułk Dragonów im. Księcia Karola (3 Badeński)
- 23 Wielkoksiążęcy Przyboczny Pułk Dragonów (1 Heski) – Darmstadt
- 24 Wielkoksiążęcy Przyboczny Pułk Dragonów (2 Heski) – Darmstadt
- 25 Pułk Dragonów im. Królowej Olgi (1 Wirtemberski)
- 26 Królewski Pułk Dragonów (2 Wirtemberski)

## Pułki huzarów
- Przyboczny Pułk Huzarów Gwardii
- 1 Przyboczny Pułk Huzarów – Gdańsk-Wrzeszcz
- 2 Przyboczny Pułk Huzarów im. Królowej Prus Wiktorii – Gdańsk-Wrzeszcz
- 3 Pułk Huzarów im. von Zietena (Brandenburski)
- 4 Pułk Huzarów im. von Schilla (1 Śląski)
- 5 Pułk Huzarów im. Księcia Blüchera von Wahlstatt (Pomorski) – Słupsk
- 6 Pułk Huzarów im. Hrabiego Goetzena (2 Śląski)
- 7 Pułk Huzarów im. Króla Wilhelma I (1 Reński) – Bonn
- 8 Pułk Huzarów im. Cesarza Rosji Mikołaja II (1 Westfalski)
- 9 Pułk Huzarów (2 Reński) – Strasburg
- 10 Pułk Huzarów (Magdeburski) – Stendal
- 11 Pułk Huzarów (2 Westfalski)
- 12 Pułk Huzarów (Turyngski)
- 13 Pułk Huzarów im. Króla Włoch Humberta (1 Heski)
- 14 Pułk Huzarów im. Landgrafa Hessen-Homburg Fryderyka III (2 Heski)
- 15 Pułk Huzarów im. Króla Niderlandów Wilhelma (Hanowerski)
- 16 Pułk Huzarów im. Cesarza Austrii Franciszka Józefa I (Szlezwicko-Holsztyński)
- 17 Pułk Huzarów (Brunszwicki) – Brunszwik
- 18 Pułk Huzarów im. Króla Alberta (1 Saksoński)
- 19 Pułk Huzarów (2 Saksoński)
- 20 Pułk Huzarów (3 Saksoński)

## Pułki kirasjerów
- Pułk Kirasjerów Gwardii Cesarstwa Niemieckiego – Berlin
- 1 Przyboczny Pułk Kirasjerów im. Wielkiego Księcia Elektora (Śląski) – Wrocław
- 2 Królewski Pułk Kirasjerów (Pomorski) – Pasewalk
- 3 Pułk Kirasjerów im. Hrabiego Wrangela (Wschodniopruski) – Królewiec
- 4 Pułk Kirasjerów im. von Driesena (Westfalski) – Münster
- 5 Pułk Kirasjerów im. Księcia Wirtembergii Fryderyka (Zachodniopruski)
- 6 Pułk Kirasjerów im. Cesarza Rosji Mikołaja I (Brandenburski) – Brandenburg
- 7 Pułk Kirasjerów im. von Seydlitza (4 Magdeburski)
- 8 Pułk Kirasjerów im. Hrabiego Geslera (Reński) – Deutz

## Pułki strzelców konnych
- 1 Królewski pułk strzelców konnych – Poznań
- 2 pułk strzelców konnych
- 3 pułk strzelców konnych
- 4 pułk strzelców konnych – Grudziądz
- 5 pułk strzelców konnych
- 6 pułk strzelców konnych– Erfurt
- 7 pułk strzelców konnych – Trewir
- 8 pułk strzelców konnych – Trewir
- 9 pułk strzelców konnych – Wystruć
- 10 pułk strzelców konnych
- 11 pułk strzelców konnych
- 12 pułk strzelców konnych – Saint-Avold
- 13 pułk strzelców konnych – Saarlouis

## Pułki ułanów
- 1 Pułk Ułanów Gwardii Cesarstwa Niemieckiego – Poczdam
- 2 Pułk Ułanów Gwardii Cesarstwa Niemieckiego – Berlin
- 3 Pułk Ułanów Gwardii Cesarstwa Niemieckiego – Poczdam
- 1 Pułk Ułanów im. Cesarza Rosji Aleksandra III (Zachodniopruski) – Milicz i Ostrów Wielkopolski
- 2 Pułk Ułanów im. von Katzlera (Śląski) – Gliwice i Pszczyna
- 3 Pułk Ułanów im. Cesarza Rosji Aleksandra II (1 Brandenburski) – Fürstenwalde/Spree
- 4 Pułk Ułanów im. von Schmidta (1 Pomorski) – Toruń
- 5 Pułk Ułanów (Westfalski) – Düsseldorf
- 6 Pułk Ułanów (Turyngski) – Hanau
- 7 Pułk Ułanów im. Wielkiego Księcia Badenii Fryderyka (Reński) – Saarbrücken
- 8 Pułk Ułanów im. Hrabiego zu Dohna (Wschodniopruski) – Gąbin i Stołupiany
- 9 Pułk Ułanów (2 Pomorski) – Demmin
- 10 Pułk Ułanów im. Księcia Wirtembergii Augusta (Poznański) – Sulechów
- 11 Pułk Ułanów im. Hrabiego Haeselera (2 Brandenburski) – Saarburg
- 12 Pułk Ułanów (Litewski) – Wystruć
- 13 Królewski Pułk Ułanów (1 Hanowerski) – Hanower
- 14 Pułk Ułanów (2 Hanowerski) – Avold i Mörchingen
- 15 Pułk Ułanów (Szlezwicko-Holsztyński) – Saarburg
- 16 Pułk Ułanów im. Hennigsa von Treffenfelda (Staromarchijski) – Saarburg
- 17 Pułk Ułanów im. Cesarza Austrii Franciszka Józefa I (1 Saksoński) – Oschatz
- 18 Pułk Ułanów (2 Saksoński) – Lipsk
- 19 Pułk Ułanów im. Króla Karola (1 Wirtemberski) – Ulm i Wiblingen
- 20 Pułk Ułanów im. Króla Wilhelma I (2 Wirtemberski) – Ludwigsburg
- 21 Pułk Ułanów im. Cesarza Wilhelma II (3 Saksoński) – Chemnitz